# Kaokoveld-Borstenhörnchen
Das Kaokoveld- oder Damara-Borstenhörnchen (Xerus princeps) ist eine Hörnchenart aus der Gattung der Afrikanischen Borstenhörnchen (Xerus). Es kommt in einem schmalen Gebiet in der Namib und angrenzender Regionen vom südwestlichen Angola bis in den Südwesten von Namibia vor.

## Merkmale
Das Kaokoveld-Borstenhörnchen erreicht eine durchschnittliche Kopf-Rumpf-Länge von 23,0 bis 29,0 Zentimetern, der Schwanz ist 20,5 bis 28,2 Zentimeter lang. Das Gewicht beträgt etwa 570 bis 720 Gramm. Die Hinterfußlänge beträgt 65 bis 75 Millimeter, die Ohrlänge 12,5 bis 15 Millimeter. Es handelt sich um ein großes Erdhörnchen mit einem rauen, kurzen Rückenfell, das zimtbraun mit weißen Flecken ist. Es besteht aus sandgelben bis dunkelbraunen Haaren mit weißer Spitze. Die Haut ist schwarz. An den Körperseiten befindet sich jeweils ein auffälliger weißer Seitenstreifen, der von den Schultern bis zur Hüfte reicht. Das Bauchfell ist weiß. Die Augen sind groß und besitzen ober- und unterseits einen matten weißen Augenstreifen, der bis zu den Nasenlöchern reicht. Die Ohren sind klein. Der Schwanz entspricht in seiner Länge etwa der Kopf-Rumpf-Länge. Er ist dorso-ventral abgeflacht und mit etwa 70 Millimeter langen Haaren besetzt, die weiß mit jeweils drei schwarzen Bändern und einer weißen Spitze sind und dem Schwanz damit eine undeutliche Bänderung geben. Die Schwanzspitze ist weiß. Die Weibchen haben zwei paarige Zitzen (0+0+1+1=4). Das Genom besteht aus einem diploiden Chromosomensatz von 2n = 38 Chromosomen.
| 1 | · | 0 | · | 2 | · | 3 | = 22 |
| 1 | · | 0 | · | 1 | · | 3 | = 22 |

Der Schädel hat eine Gesamtlänge von 54,6 bis 61,4 Millimetern und eine Breite von etwa 33,4 bis 37,1 Millimetern. Wie alle Arten der Gattung besitzt die Art im Oberkiefer pro Hälfte einen zu einem Nagezahn ausgebildeten Schneidezahn (Incisivus), dem eine Zahnlücke (Diastema) folgt. Hierauf folgen zwei Prämolare und drei Molare. Die Zähne im Unterkiefer entsprechen denen im Oberkiefer, allerdings nur mit einem Prämolaren. Insgesamt verfügen die Tiere damit über ein Gebiss aus 22 Zähnen. Die Nagezähne sind an der Vorderseite weiß oder blass-orange gefärbt. Der knöcherne Gaumen endet deutlich vor dem Vorderrand der letzten Molaren.
Das Kaokoveld-Borstenhörnchen entspricht in seinem Aussehen vor allem dem Kap-Borstenhörnchen (Xerus inauris), das im südlichen Afrika von Namibia bis Südafrika vorkommt. Es ist etwas kleiner, besitzt weiße Nagezähne und ist in der Körperfarbe weniger stark gräulich, die Schwanzhaare besitzen nur zwei schwarze Bänder und der Schwanz ist im Vergleich kürzer.

## Verbreitung
Das Kaokoveld-Borstenhörnchen kommt in der Namib und angrenzender Regionen vom südwestlichen Angola bis in den Südwesten von Namibia vor.

## Lebensweise
Das Kaokoveld-Borstenhörnchen lebt in den Regionen des Sukkulenten-Karoo und Nama-Karoo in trockenen Gebieten mit einer jährlichen Regenmenge von etwa 125 bis 250 Millimetern. Die Habitate sind geprägt durch steinige Geröllflächen oder offene Beckenlandschaften mit einzelnen Bäumen oder wenigen Gebüschen. Die Tiere sind tagaktiv und leben terrestrisch am Boden, bei starker Hitze oder Regenfall ziehen sie sich in ihre Baue zurück. Die Tiere verlassen den Bau am frühen Morgen und heizen sich danach kurz auf. Sie ernähren sich primär herbivor von Wurzeln und Grasstängeln. In Mopanebeständen (Colophospermum mopane) klettern die Tiere auch in die Gebüsche und fressen Mopane-Blätter und die dort lebenden Blattläuse Copaifera mopane.
Kaokoveld-Borstenhörnchen kommen in der Regel als Einzeltiere oder in kleinen Familiengruppen von zwei bis vier Individuen vor, die aus einem Mutter- und bis zu drei Jungtieren bestehen. Ausgewachsene Männchen können locker mit Familien assoziiert sein, leben in der Regel jedoch solitär und besuchen die Weibchen der Umgebung nur zur Paarung. Über gemeinsame Komfortverhalten und Spiele liegen keine Sichtungen vor. Die Baue der Tiere sind einfach aufgebaut und besitzen eine einzelne Nistkammer in etwa 70 Zentimetern Tiefe, ihre zwei bis fünf Eingänge befinden sich in der Regel unter Steinhaufen oder im Geröll. Im Normalfall meiden die Tiere sandige Böden für ihre Baue, selten legen sie jedoch auch hier einfache Baue an, die dann durch Sandhaufen am Eingang erkennbar sind. Zwischen den einzelnen Bauen besteht ein Abstand von etwa 80 Metern, zu benachbarten Bauen des sympatrisch lebenden Kap-Borstenhörnchens beträgt der Abstand mindestens 200 Meter. Die Temperatur im Bau beträgt tagsüber maximal 32 °C bei Außentemperaturen um 38 °C und nachts etwa 25 °C bei Außentemperaturen von etwa 10 °C. Die Tiere beschatten bei starker Sonnenstrahlung den Körper mit dem Schwanz und suchen Schutz im Schatten von Steinen oder der Vegetation. Sie sind an Temperaturen von 32 bis 35 °C angepasst, eine Hyperthermie beginnt ab 35 °C und bei Temperaturen über 38 °C wurde ein erhöhter Speichelfluss registriert. Die Hitzeabgabe an die Umgebung ist hoch und der Wasserhaushalt sehr effizient, sodass etwa der Kot mit einem Wasseranteil von durchschnittlich 14,2 % deutlich trockener als der des verwandten Kap-Borstenhörnchens ist.
Zur Paarung und Fortpflanzung der Art liegen nur begrenzte Informationen vor. Die Jungtiere werden wahrscheinlich nur im Winter geboren. Die Tragzeit beträgt etwa sechs bis sieben Wochen und der Wurf eines Weibchens besteht aus einem bis drei Jungtieren. Die Jungtiere öffnen die Augen nach etwa 21 Tagen. Über potenzielle Beutegreifer liegen keine Informationen vor, als Ektoparasiten wurde bislang nur der Floh Ctnochephalides connatus dokumentiert.

## Systematik
Das Kaokoveld-Borstenhörnchen wird als eigenständige Art innerhalb der Gattung der Afrikanischen Borstenhörnchen (Xerus) eingeordnet, die aus vier Arten besteht. Die wissenschaftliche Erstbeschreibung stammt von dem britischen Zoologen Oldfield Thomas aus dem Jahr 1929, der die Tiere anhand von Individuen aus Otjitundua im zentralen Kaokoveld als Geosciurus princeps beschrieb.
Innerhalb der Art werden neben der Nominatform keine Unterarten unterscheiden.

## Status, Bedrohung und Schutz
Das Kaokoveld-Borstenhörnchen wird von der International Union for Conservation of Nature and Natural Resources (IUCN) als nicht gefährdet („least concern“) gelistet. Begründet wird dies durch das vergleichsweise große Verbreitungsgebiet und die angenommen großen Bestände der Tiere in ihrem Lebensraum, der auch mehrere Schutzgebiete umfasst. Bestandsgefährdende Risiken für die Art sind nicht bekannt.

## Belege
1. 1 2 3 4 5 6 7 8 9 10 11 12 13 14 15  Jane M. Waterman: Xerus princeps, Damara Ground Squirrel. In: Jonathan Kingdon, David Happold, Michael Hoffmann, Thomas Butynski, Meredith Happold und Jan Kalina (Hrsg.): Mammals of Africa Volume III. Rodents, Hares and Rabbits. Bloomsbury, London 2013, S. 99–100; ISBN 978-1-4081-2253-2.
2. 1 2 3 4 5 6 7 8 9 10  Richard W. Thorington Jr., John L. Koprowski, Michael A. Steele: Squirrels of the World. Johns Hopkins University Press, Baltimore MD 2012; S. 207–208. ISBN 978-1-4214-0469-1
3. ↑  Jane M. Waterman: Genus Xerus, Ground Squirrels. In: Jonathan Kingdon, David Happold, Michael Hoffmann, Thomas Butynski, Meredith Happold und Jan Kalina (Hrsg.): Mammals of Africa Volume III. Rodents, Hares and Rabbits. Bloomsbury, London 2013, S. 93–94; ISBN 978-1-4081-2253-2.
4. 1 2  Xerus princeps in der Roten Liste gefährdeter Arten der IUCN 2016-2. Eingestellt von: M. Griffin, N. Coetzee, 2008. Abgerufen am 19. September 2016.
5. ↑  Xerus princeps. In: Don E. Wilson, DeeAnn M. Reeder (Hrsg.): Mammal Species of the World. A taxonomic and geographic Reference. 2 Bände. 3. Auflage. Johns Hopkins University Press, Baltimore MD 2005, ISBN 0-8018-8221-4.